# Ardaris
Ardaris es un género de lepidópteros ditrisios de la familia Hesperiidae que incluye actualmente dos especies endémicas de los páramos de Venezuela. Estas mariposas están restringidas a diferentes formaciones vegetales de la cordillera de Mérida.

## Descripción
Ardaris pertenece a la familia Hesperiidae. La especie tipo por designación original es Pyrrhopyga eximia Hewitson, 1871.

## Diversidad
Existen 2 especies reconocidas en el género, todas ellas tienen distribución neotropical:
- Ardaris eximia (Hewitson, 1871)
- Ardaris hantra Evans, 1951